# Xã Wilmington, Quận Lawrence, Pennsylvania
Xã Wilmington (tiếng Anh: Wilmington Township) là một xã thuộc quận Lawrence, tiểu bang Pennsylvania, Hoa Kỳ. Năm 2010, dân số của xã này là 2.715 người.